# Shannon Kook
Shannon Kook (geboren als Shannon Xiao Lóng Kook-Chun; Johannesburg, 9 februari 1987) is een Zuid-Afrikaanse acteur. Hij is vooral bekend om zijn rollen in de televisieserie Degrassi: The Next Generation (2010-2011), Shadowhunters: The Mortal Instruments (2017) en The 100 (2018-2020), evenals zijn rol als Drew Thomas in de filmfranchise The Conjuring Universe (2013-2021).
Kook werd geboren in Johannesburg, Zuid-Afrika aan een Mauritiaanse vader van Chinese afkomst en een Zuid-Afrikaanse moeder van Kaapgekleurde afkomst. Daarna verhuisde hij naar Montreal om de National Theatre School of Canada bij te wonen. Zijn eerste rol was in de Canadese televisieserie Being Erica in 2009.